# الأردن في الألعاب البارالمبية الصيفية 1988
تنافس الأردن في الألعاب البارالمبية الصيفية لعام 1988 في سول، كوريا الجنوبية. لم يفز سبعة من المتسابقين من الأردن بأي ميداليات، وبالتالي لم يتم وضعهم في جدول الميداليات.